# Campiglossa dupla
Campiglossa dupla este o specie de muște din genul Campiglossa, familia Tephritidae. A fost descrisă pentru prima dată de Cresson în anul 1907. Conform Catalogue of Life specia Campiglossa dupla nu are subspecii cunoscute.